# Sio (Papouasie-Nouvelle-Guinée)
Pour les articles homonymes, voir Sio.
Sio est un village situé sur la côte nord de la péninsule de Huon, dans la province de Morobe en Papouasie-Nouvelle-Guinée.

## Histoire
Une mission luthérienne fut établie à Sio en 1910.
Le village fut occupé par l'empire du Japon pendant la Seconde Guerre mondiale et devint une de leurs bases majeures en Nouvelle-Guinée. Il fut reconquis par l'armée australienne durant la campagne de la péninsule de Huon au cours de la bataille de Sio de décembre 1943 à janvier 1944.